# Seznam madžarskih skladateljev
Seznam madžarskih skladateljev.
(Priimek, ime)

## A
- Paul Abraham (1892 - 1960)
- István Arató (1910 - 1980)
- Paul Arma (1905 - 1987)
- Leopold Auer (1845 - 1930)

## B
- András Bágya
- Bálint Bakfark (1507 - 1576)
- Béla Bartók (1881 - 1945)
- Péter Bence (1991)
- Heinrich Berté (1858 - 1924)

## D
- Pista Dankó (1858 - 1903)
- Gábor Darvas (1911 - 1985)
- Tamás Deák (1927 -)
- Zsolt Durkó (1934 -)

## E
- Béni Egressy (1814 - 1851)
- Ferenc Erkel (1810 - 1893)
- Peter Eötvös (1944 - 2024)

## F
- Ferenc Farkas (1905 - 2000)
- Gyula Fekete
- Szabolcs Fényes
- Iván Fischer (1951 - )

## G
- (Karl Goldmark)

## H
- Júlia Hajdú (1925 - 1987)
- Tibor Harsányi (1898–1954)
- Jenő Hubay (1858 - 1937)

## J
- Joseph Joachim (1831 - 1907)

## K
- Pál Kadosa (1903 - 1983)
- Emmerich (Imre) Kálmán (1882 - 1953)
- Zoltán Kocsis (1952 - 2016)
- Zoltán Kodály (1882 - 1967)
- György Kurtág (1926 -)
- György Kurtág jr. (1954)

## L
- László Lajtha (1892 - 1963)
- Franz Lehár (madž. Lehár Ferenc) (1870 - 1948)
- György Ligeti (1923 - 2006)
- Franz Liszt (madž. Liszt Ferenc) (1811 - 1886)

## M
- Júlia Majláth

## N
- Gábor Nádas

## P
- Jenő Pártos (1896 - 1963)
- Ödön Pártos (1907 - 1977)
- György Pribil (1967 - 2013)

## R
- Sigmund Romberg

## S
- Márta Sebestyén (1957 - )
- Mátyás Seiber (1905 - 1960)
- Iván Szenes

## V
- János Vajda (1949 - )
- Viktor Vaszy (1903 - 1979)
- Sándor Veress (1907 - 1992)
- Mihály Víg
- György Vukán (1941 - 2013)

## Z
- Géza Zichy (1849 - 1924) gl. Zichy